# 哈立德·阿萨德
哈立德·阿萨德（阿拉伯語：خالد الأسعد；1932年1月1日—2015年8月18日）叙利亚考古学学者。

## 生平
哈立德出生在叙利亚的塔德莫（又称巴尔米拉新城），在那里度过了他大部分的人生。后来在大马士革大学学习，获得历史学文凭。1954年，加入叙利亚阿拉伯复兴社会党，并且是阿萨德政权的坚定支持者。
1963年，哈立德被任命为塔德莫文物研究主任以及塔德莫博物馆馆长。自此他花费了40年时间来发掘和重建巴尔米拉古城遗址，并以发掘该遗址而在世界上知名。此遗址后来被联合国教科文组织认定为世界遗产。他曾带领过美国、波兰、德国、法国和瑞士的考古队，并能够熟练地使用亚拉姆语，直到2011年为止他还经常翻译亚拉姆语的文献。
2015年5月，塔德莫被极端组织“伊斯兰国”攻陷，哈立德协助转移了城中博物馆里的文物，以避免落入“伊斯兰国”手中。“伊斯兰国”企图从哈立德口中知道这些文物的下落，但被拒绝了。8月12日，哈立德被“伊斯兰国”当作“叛教者”斩首处死，理由是他保护巴尔米拉遗址的偶像崇拜文物。根据“伊斯兰国”支持者发布的哈立德尸体照片显示，哈立德的尸体被绑在塔德莫街上的一个红绿灯上示众，他的头被放在尸体的脚下。随后，又被转移到巴尔米拉遗址上示众。
叙利亚文物部门、联合国教科文组织以及其他一些学者纷纷对“伊斯兰国”的行为表示强烈谴责。